# Лев Рубинщейн
Лев Семьòнович Рубинщèйн (на руски: Лев Семёнович Рубинштейн, р. 1947 г. в Москва) е руски поет-концептуалист, литературен критик, публицист и есеист от еврейски произход.

## Биографични бележки
Завършва филологическия факултет на Московския държавен педаготически институт, носещ днес името „Михаил Шолохов“, след което дълго време работи като библиограф. С литература започва да се занимава от края на 1960-те години, а в началото на 1970-те години разработва собствена стилистика на минимализма. Известен е със стиховете си върху картички, които е писал върху библиотечните картончета, докато е работел като библиотекар към един институт, с което създава своеобразния поетически жанр „картотека“. Заедно с поетите Всеволод Некрасов и Дмитрий Пригов основава това, което днес изкуствоведите наричат „Московска концептуална школа“ в литературата.
Първите му публикации (на руски и в превод) се появяват на Запад в края на 1970-те години, а първите публикации в Русия – в края на 1980-те години.
До 1985 г. все още се числи към руската ъндърграунд литература. След перестройката на Михаил Горбачов работи като наблюдател във в. „Комерсант“, в сп. „Итоки“ и „Журнал“, а впоследствие става колумнист в Стенгазета.нет и Грани.ру. Участва в множество филологични и музикални фестивали, изложби и културни мероприятия. А нерядко и в протестни митинги и акции в подкрепа на демократизацията на Русия.
Издава книгите "Малка нощна серенада („Маленькая ночная серенада“ 1992), Все по-нататък и по-нататък („Всё дальше и дальше“ 1995), Редовното писмо („Регулярное письмо“ 1996), „Езикови случаи“ („Случаи из языка“ 1998), „Домашно музициране“ („Домашнее музицирование“ 2000), „Речников запас“ („Словарный запас“, 2008), „Духовете на времето“ («Дýхи времени", 2008).
През 1999 г. получава наградата на името на „Андрей Бели“.